# Rollainville
Rollainville è un comune delegato e frazione del comune di Neufchâteau, situato nel dipartimento dei Vosgi nella regione del Grand Est. In precedenza comune autonomo, il 1º gennaio 2025 è confluito nel comune di Neufchâteau.

## Società

### Evoluzione demografica
Abitanti censiti